# Liste der Kulturdenkmäler in Bad Kreuznach
In der Liste der Kulturdenkmäler in Bad Kreuznach sind alle Kulturdenkmäler in der rheinland-pfälzischen Stadt Bad Kreuznach aufgeführt. Grundlage ist die Denkmalliste des Landes Rheinland-Pfalz (Stand: 2. August 2023).
Die Liste ist nach Stadtteilen sortiert.

## Teillisten
- Liste der Kulturdenkmäler in der Kernstadt von Bad Kreuznach
  - Denkmalzonen
  - Straßen A–K
  - Straßen L–Z
- Liste der Kulturdenkmäler in Bad Münster am Stein-Ebernburg
- Liste der Kulturdenkmäler in Bosenheim
- Liste der Kulturdenkmäler in Ippesheim
- Liste der Kulturdenkmäler in Planig
- Liste der Kulturdenkmäler in Winzenheim